# اینس هررا
اینس هررا (انگلیسی: Inés Herrera؛ زادهٔ ۱۸ اکتبر ۱۹۷۸) بازیکن فوتبال اهل اسپانیا است.
وی همچنین در تیم ملی فوتبال زنان اسپانیا بازی کرده‌است.